# Ammonia Avenue

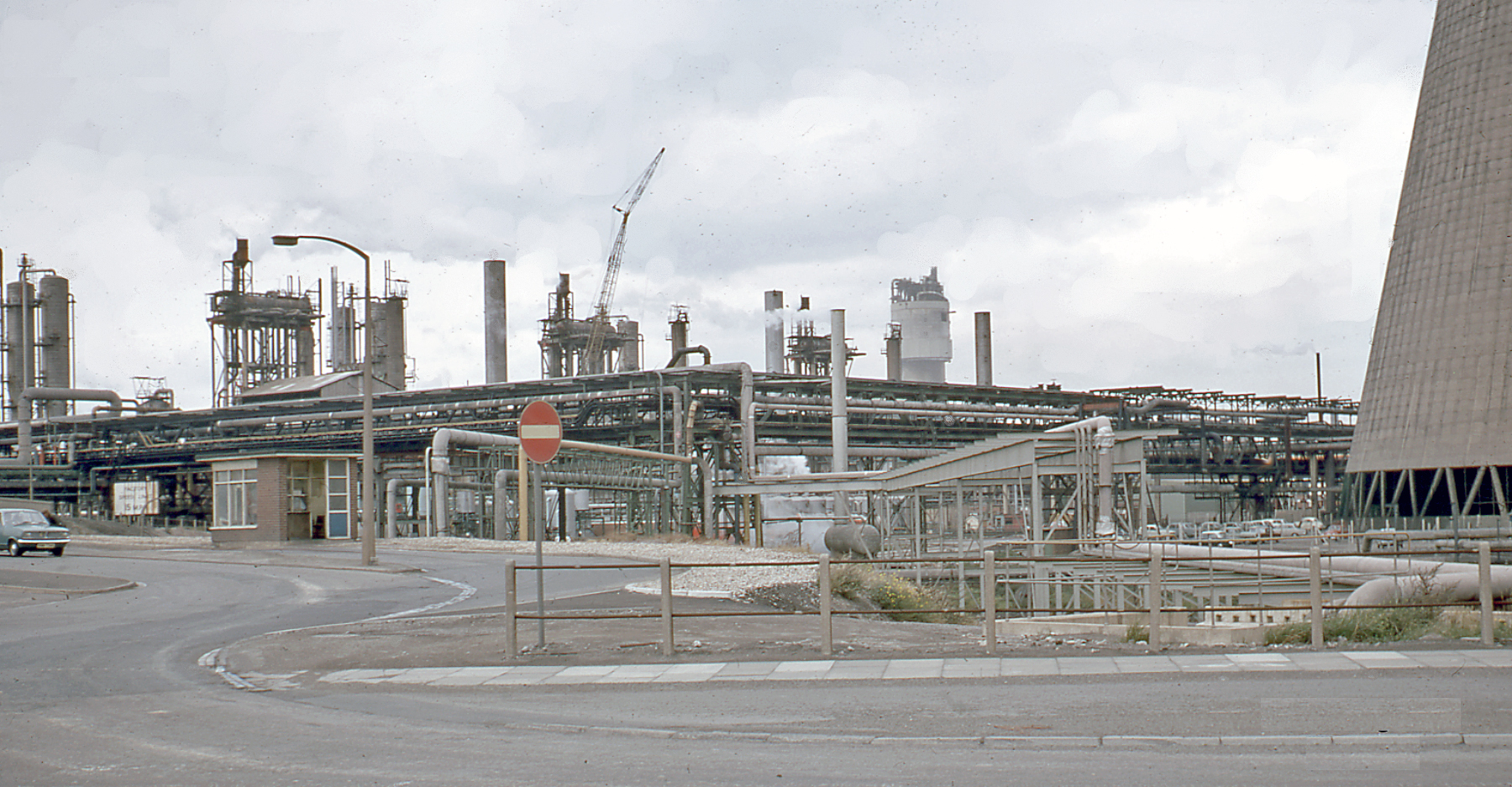
ICI in Billingham 1970

Ammonia Avenue is het zevende studioalbum van The Alan Parsons Project uit 1984. Het haalde in Duitsland, Nederland en Zwitserland de eerste plaats van de albumlijsten.

## Inleiding
Eric Woolfson haalde zijn inspiratie van dit album uit een reisje waarbij bedoeld of onbedoeld terecht kwam op de Ammonia Avenue, Billingham. Aan die weg was gevestigd de chemische fabriek voor ammoniak van de Imperial Chemical Industries. Hij zag niets anders dan pijpleidingen en schoorstenen in een terrein waar niets natuurlijks meer groeide en ook geen mens te zien was. Dat terrein inspireerde Hipgnosis en Storm Thorgerson tot de hoes. Het album leunt op de veronderstelling dat de mensen de techniek niet meer kunnen begrijpen en de technici onvoldoende kunnen uitleggen hoe het werkt.
Uitgifte van het album, dat werd opgenomen in de Abbey Road Studios werd voorafgegaan door uitgifte van de single You Don’t Believe Me. De grootste hit van het album Don't Answer Me, die die release geheel in de schaduw zette.  

## Musici
- Colin Blunstone – zang (1e zangstem Dancing on a Highwire)
- Chris Rainbow – zang (1e zangstem Since the Last Goodbye)
- Lenny Zakatek – zang (1e zangstem Let Me Go Home, You Don’t Believe Me
- Ian Bairson – gitaren
- David Paton – basgitaar
- Eric Woolfson – toetsinstrumenten, zang (1e zangstem Prime Time, One Good Reason, Don’t Answer Me, Ammonia Avenue
- Alan Parsons – programmeerwerk Fairlight
- Mel Collins – saxofoons
- Stuart Elliot – drumstel, percussie
- Andrew Powell – dirigent Philharmonia Orchestra met leider Christopher Warren-Green

## Muziek
| Nr. | Titel                                      | Duur |
| --- | ------------------------------------------ | ---- |
| 1.  | Prime Time (Parsns, Woolfson)              | 5:03 |
| 2.  | Let Me Go Home (Parsons, Woolfson)         | 3:20 |
| 3.  | One Good Reason (Parsons, Woolfson)        | 3:36 |
| 4.  | Since the Last Goodbye (Parsons, Woolfson) | 4:34 |
| 5.  | Don’t Answer Me (Parsons, Woolfson)        | 4:11 |

| Nr. | Titel                                     | Duur |
| --- | ----------------------------------------- | ---- |
| 1.  | Dancing on a Highwire (Parsons, Woolfson) | 4:22 |
| 2.  | You Don’t Believe (Parsons, Woolfson)     | 4:26 |
| 3.  | Pipeline (Parsons, Woolfson)              | 3:56 |
| 4.  | Ammonia Avenue (Parsons, Woolfson)        | 6:30 |

## Nasleep
Het album haalde diverse noteringen in de Europese en Amerikaanse albumlijsten. Topnoteringen waren er in Duitsland (28 weken notering), Nederland (21 weken notering) en Zwitserland (23 weken); in Engeland haalde het slechts een 24e plaats.
Er volgden diverse heruitgave, waarbij tevens een boxset in 2019 met 3 cd’s (bonustracks en demo’s, elpee, Blu-ray en boekwerk). Paul Rijkens meldde toen dat dit album ondergewaardeerd werd ten opzichte van haar voorganger(s),
Het album werd opgevolgd door Vulture Culture, dat eigenlijk tezamen met dit album zou worden uitgebracht.   
Eindjaren tachtig werd Ammonia Avenue een spotnaam voor de Ysselsteynseweg in Ysselsteyn; aan de straat waren een behoorlijke hoeveelheid veestallen gelegen, die zorgden voor milieuvervuiling en stank door ammoniak.
Kanye West samplede het intro van nummer Ammonia Avenue naar het intro van zijn nummer Heartless.  